# Celaticoccus cantentulatus
Celaticoccus cantentulatus är en insektsart som först beskrevs av Walter Wilson Froggatt 1921.  Celaticoccus cantentulatus ingår i släktet Celaticoccus och familjen Lecanodiaspididae. Inga underarter finns listade i Catalogue of Life.